# معزآباد جابری
معزآباد جابری شهری در بخش مرکزی شهرستان خرامه استان فارس ایران است.
در تاریخ  ۱۳۹۸/۰۴/۲۳، با تصویب هیئت وزیران، روستای معزآباد جابری به شهر ارتقا یافت.

## جمعیت
بر پایه سرشماری عمومی نفوس و مسکن در سال ۱۳۹۵ جمعیت این شهر ۵٬۷۸۵ نفر (۱٬۸۴۵ خانوار) بوده‌است.